# Anisodes niveostilla
Anisodes niveostilla är en fjärilsart som beskrevs av Louis Beethoven Prout 1934. Anisodes niveostilla ingår i släktet Anisodes och familjen mätare. Inga underarter finns listade i Catalogue of Life.